# La Dame aux camélias (téléfilm, 2005)
Pour les articles homonymes, voir La Dame aux camélias.
Pour plus de détails, voir Fiche technique et Distribution.
La Dame aux camélias (La signora delle camelie) est un téléfilm italien en deux parties réalisé par Lodovico Gasparini, diffusé en 2005.

## Fiche technique
- Réalisation : Lodovico Gasparini
- Scénario : Fabio Campus, Piero Bodrato et Marco Alessi, d'après le roman de Alexandre Dumas fils
- Photographie : Maurizio Calvesi
- Musique : Maurizio De Angelis
- Durée : 200 minutes
- Pays :  Italie

## Distribution
- Francesca Neri: Marguerite Gautier
- Sergio Múñiz : Armand Duval
- Linda Batista : Olimpia
- Mathieu Carrière : Primoli
- Monica Scattini : Flora
- Alberto Molinari : Gustavo
- Vincenzo Alfieri
- Giulio Brogi : Aldo Germonti
- Clotilde Courau
- Giordano De Plano
- Samia Kassir
- Giada Prandi
- David Sebasti